# Джордани, Марчелло
Марчелло Джордани (итал. Marcello Giordani, при рождении Марчелло Гальярдо (итал. Marcello Guagliardo; 25 января 1963, Аугуста, Сицилия — 5 октября 2019, Аугуста, Сицилия) — итальянский оперный певец, тенор. Исполнял ведущие роли итальянского и французского репертуара в оперных театрах Европы и США, в Нью-Йоркской «Метрополитен-опера» спел в более 240 спектаклей с момента своего дебюта в 1993 году. Основатель фонда помощи молодым оперным певцам.

## Биография
Марчелло Гальярдо родился 25 января 1963 года в небольшом городке Аугуста на Сицилии. Его отец, бывший тюремный надзиратель, владел крупной автозаправочной станцией в городе, мать была домохозяйкой. Талант к пению появился в раннем возрасте, он пел в церковном хоре и брал частные уроки. В 19 лет бросил работу в банке. Учился вокалу сперва в Катании, а с 1983 года в Милане у Нино Карта.
Профессиональный оперный дебют Джордани состоялся в 1986 году в роли герцога в «Риголетто» Дж. Верди на «Фестивале двух миров» в Сполето. Два года спустя дебютировал в «Ла Скала» в роли Родольфо («Богема» Дж. Пуччини), выступал в Италии и европейских театрах. Американский дебют состоялся в 1988 году в роли Надира («Искатели жемчуга» Ж. Бизе) в Портлендской опере, позднее выступал в других оперных театрах СЩА. На сцене Венской государственной оперы впервые выступил в 1992 году в «Кавалере розы» Р. Штрауса в роли итальянского певца, за время карьеры Джордани спел в Вене 14 ролей в 72 спектаклях. Дебют в Метрополитен-опера состоялся в 1993 году в роли Неморино в представлении на открытом воздухе спектакля «Любовный напиток» Г. Доницетти, а на сцену театра впервые вышел в 1995 году в роли Родольфо («Богема»).
В 1994 году у Джордани обострились проблемы технического плана с вокалом, которые давали о себе знать в предыдущие годы. Певец начал переучиваться у Билла Шумана в Нью-Йорке, но не мог отменить ангажементы. В 1995 году пел Альфреда («Травиата» Верди) в «Ковент-Гардене» под управлением Георга Шолти, чьи советы помогли певцу возобновить карьеру. Под управлением Шолти Джордани снова спел на последнем спектакле дирижёра в 1997 году (Габриэль Адорно в опере «Симон Бокканегра» Верди). Большая часть оперной карьеры Марчелло Джордани связана с Метрополитен-опера: он сыграл здесь 27 ролей в 240 спектаклях, в том числе спел ведущие теноровые партии в премьерах опер «Бенвенуто Челлини» Г. Берлиоза и «Пират» В. Беллини. В 2006 и 2007 годах пел на открытиях сезона (Пинкертон в «Мадам Баттерфляй» Пуччини и Эдгардо в «Лючии ди Ламмермур» Доницетти), а 18 сентября 2008 года пел в Метрополитен-опера Реквием Верди в память о Лучано Паваротти.
Выступления Марчелло Джордано видели в Цюрихском оперном театре, Парижская национальная опера, театре Лисео в Барселоне, Немецкой опере в Берлине, в Хьюстонской гранд-опера, Римском оперном театре, Реджо-ди-Парма, театре Реджо в Турине, театре Массимо Беллини, на Арена ди Верона, на фестивалях «Флорентийский музыкальный май», Вербье, фестивале Пуччини в Торре-дель-Лаго. В августе 2008 года Джордани участвовал в концерте трёх теноров (с Сальваторе Личитрой и Рамоном Варгасом) в пекинском Доме народных собраний по случаю Олимпийских игр. В 2008 году назначен художественным руководителем музыкальных программ в новом арт-центре Città della Notte в Аугусте и в декабре этого года он дал здесь свой первый мастер-класс.
В 2010 году певец основал фонд помощи молодым оперным певцам. Первый ежегодный вокальный конкурс Марчелло Джордани состоялся на Сицилии в 2011 году.
Джордани был женат, имел двоих сыновей. Умер от сердечного приступа в своем доме в Аугусте 5 октября 2019 года в возрасте 56 лет.